# 줄리엣 프로즈

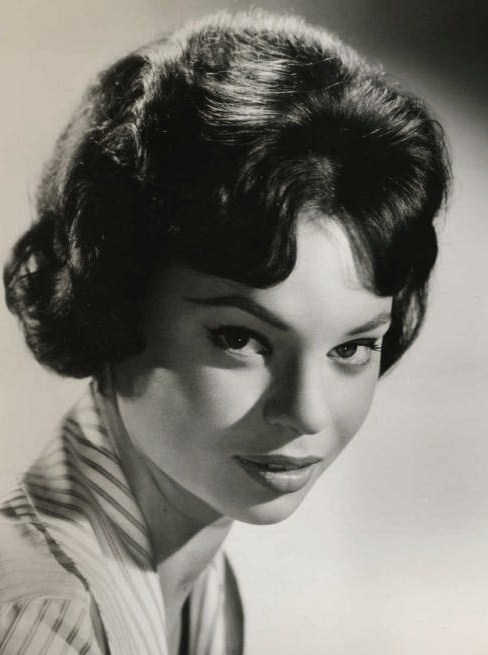

줄리엣 프로즈(Juliet Prowse, 1936년 9월 25일 ~ 1996년 9월 14일)는 남아프리카 공화국의 배우, 댄서, 텔레비전 배우, 연극 배우, 영화배우이다.
뭄바이에서 태어났으며 로스앤젤레스에서 사망하였다. 사인은 췌장암이다.

## 영화
- 사랑의 유람선 (1977년)
- 지 아이 블루 (1960년)
- 캉캉 (1960년)